# Shannonomyia galindoi
Shannonomyia galindoi är en tvåvingeart som beskrevs av Alexander 1978. Shannonomyia galindoi ingår i släktet Shannonomyia och familjen småharkrankar.
Artens utbredningsområde är Panama. Inga underarter finns listade i Catalogue of Life.